# Short Brothers
A Short Brothers plc (ou simplesmente Short ou Shorts) é uma empresa britânica do ramos aeroespacial, construtora de aviões civis e militares.

## Histórico

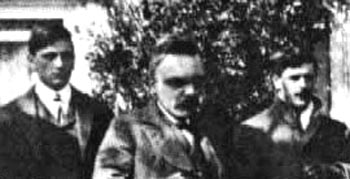
Da esquerda para a direita: Oswald (1883-1969), Horace (1872-1917) e Eustace Short (1875-1932), fundadores da Short Brothers em Mussell Manor, 1909.

Fundada em 1908 pelos irmãos Short (Oswald, Horace e Eustace) sediada originalmente em Battersea, Londres, hoje em dia ela está baseada em Belfast, Irlanda do Norte. A Short foi a primeira empresa do Mundo a estabelecer uma linha de produção de aviões. Ela se notabilizou principalmente por seus projetos de hidroaviões fabricados na década de 1950.
Em 1943, a Shorts foi nacionalizada, e mais tarde desnacionalizada, e em 1948 transferiu sua sede de Rochester para Belfast. Na década de 1960, a Short produzia principalmente aviões turboélice comerciais, componentes para a indústria aeroespacial primária e mísseis para as forças armadas britânicas.
Em 1989, a Shorts foi adquirida pela Bombardier Inc., e é hoje a maior indústria da Irlanda do Norte. Atualmente, os produtos da companhia incluem: componentes aeronáuticos, naceles de motores e sistemas de controle de voo para sua empresa controladora, a Bombardier Aerospace, para a Boeing, para a Rolls-Royce Deutschland, para a General Electric e para a Pratt & Whitney.

## Produtos

### Aeronaves
Ano do primeiro voo entre parênteses.

### 1900–1909
- Short No.1 biplano
- Short No.2 biplano (1909)
- Short No.3 biplano

### 1910–1919
- Dunne D.5 (1910)
- Dunne D.6 (1911)
- Short S.27 (1910)
- Short Tandem-Twin (1911, 2 motores giratórios para F. McClean)[4]
- Short S.34 (um S.27 de longo alcance)
- Short S.36 (1912)
- Short S.38 (1912)
- Short S.39 Triple-Twin (1911)[4]
- Short S.41 (1912)
- Short S.42 monoplano
- Short S.45 (1912)
- Short S.46 (1912) bimotor em configuração por tração ou por impulsão, apelidado Double Dirty
- Short S.47 Triple-Tractor (1912, 2 × 50 hp giratório por tração)[4]
- Short Folder (1913 ff.)- nome genérico usado em vários modelos.
- Short Admiralty Type 3 - versão final do Tandem Twin, similar ao Type S.38, apenas um.
- Short Admiralty Type 42
- Short Admiralty Type 74
- Short Admiralty Type 81 (1913) hidroavião por tração de asas dobráveis.
- Short S.80 The Nile hidroavião por impulsão.
- Short S.81 (1913) armado experimental por impulsão.
- Short Admiralty Type 135 (1914) apenas um folding-wing floatplane
- Short Admiralt Type 136 (1914) apenas um folding-wing floatplane
- Short Admiralty Type 166 (1914)
- Short Admiralty Type 184 (1915)
- Short Bomber (1915)
- Short Type 827 (1914)
- Short Type 830 (1914)
- Short 310 (1916)
- Short Type 320 (1916)
- Short F3 Felixstowe (1917)
- Short F5 Felixstowe (1918)
- Short N.1B Shirl (1918)
- Short N.2A(1917)
- Short N.2B (1917)
- Short Sporting Type (1919)

### 1920–1929
- Short Silver Streak (1920)
- Short N.3 Cromarty (1921)
- Gnosspelius Gull (1923)
- Short S.1 Cockle (1924)
- Short S.3 Springbok (1923)
- Short S.3a Springbok (1925)
- Short S.3b Chamois (1927)
- Short S.4 Satellite (1924)
- Short S.5 Singapore I (1925)
- Short S.6 Sturgeon (1927) (Biplano)
- Short S.7 Mussel (1926)
- Short S.8 Calcutta (1928)
- Short S.10 Gurnard (1929)
- Short Crusader (1927)

### 1930–1939
- Short S.8/8 Rangoon (1930)
- Short S.11 Valetta (1930)
- Short S.12 Singapore II (1930)
- Short S.17 Kent (1931)

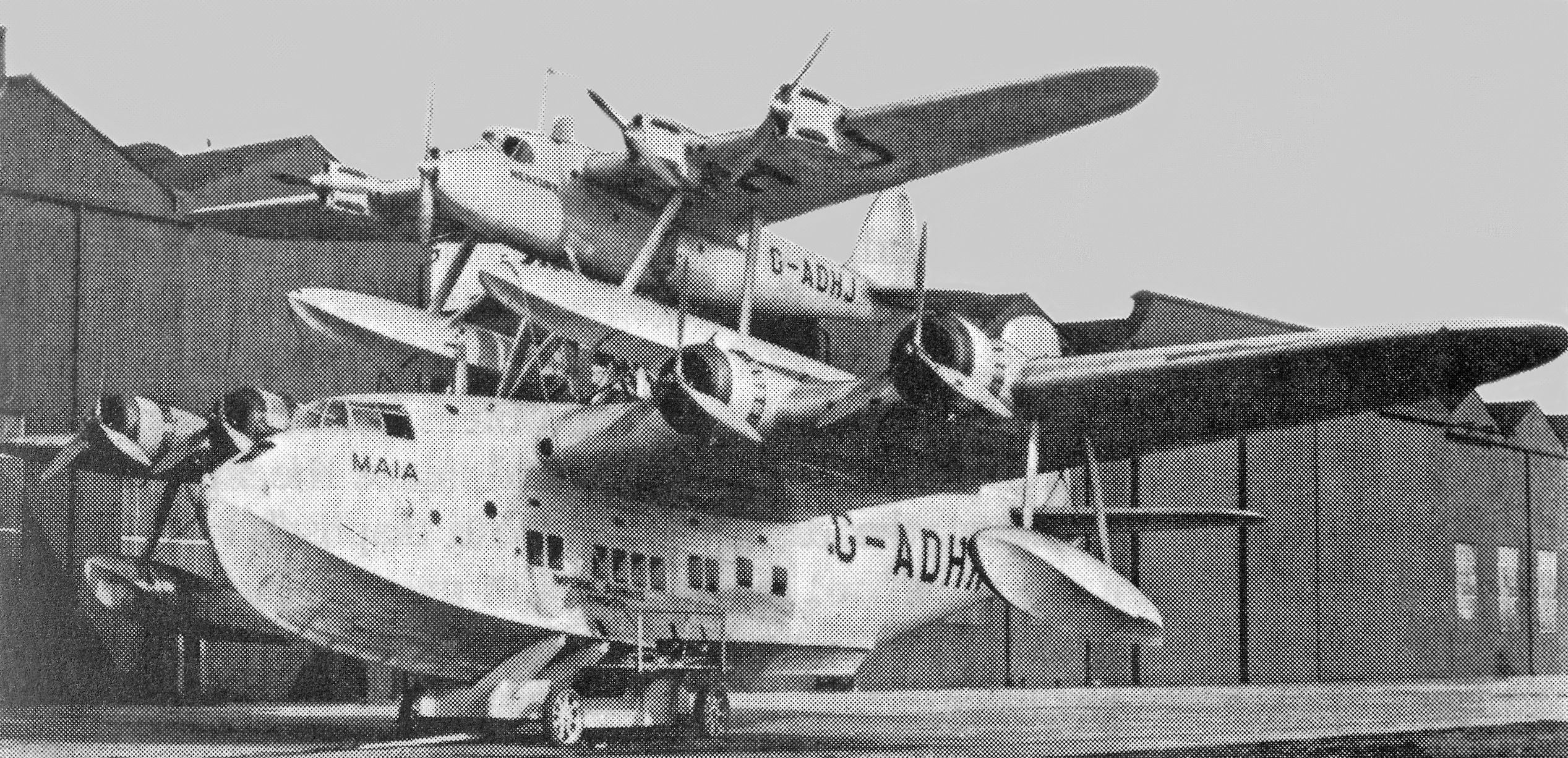
Short Mayo Composite. Nave-mãe (maior) transportando uma aeronave parasita.

- Short S.14 Sarafand (1932) (originalmente conhecido como Short R6/28)
- Short-Kawanishi S.15 KF1
- Short S.16 Scion/Scion II (1933)
- Short S.18 Knuckleduster (1933)
- Short L.17 Scylla (1934)
- Short S.19 Singapore III (1934)
- Short S.20 Mercury (1937 Short Mayo Composite)
- Short S.21 Maia (1937 Short Mayo Composite)
- Short S.22 Scion Senior (1935)
- Short S.23 Empire Flying Boat (1936)
- Short S.25 Sunderland (1937)
- Short S.25 Sandringham (versão pós-guerra do Sunderland)
- Short S.26 G-Class (1939)
- Short S.27 Civet - apenas projeto (1936)
- Short S.30 Empire Flying Boat (1938)
- Short S.31 (Half-scale Stirling) (1938)
- Short S.32
- Short S.29 Stirling (1939)

### 1940–1949
- Short S.33 Empire Flying Boat (1940)
- Short S.35 Shetland 1 (1944)
- Short S.45 Seaford (1944)
- Short S.45 Solent (1946)
- Short S.38 SA1 Sturgeon (1946)
- Short S.39 SA2 Sturgeon
- Short Nimbus (1947)
- Short S.40 Shetland 2 (1947)
- Short SB3 Sturgeon
- Short SA6 Sealand (1948)

### 1950–1959
- Short S.42 SA4 Sperrin (1951)
- Short S.43 SA5 (apenas projeto)
- Short S.48 SA9 (planador - apenas projeto)
- Short SB1 (1951)
- Short SB5 (1952)
- Short SB.4 Sherpa (1953)
- Short SB6 Seamew (1953)
- Short SB7 Sealand III
- Short SC1 (1957)

### 1960–

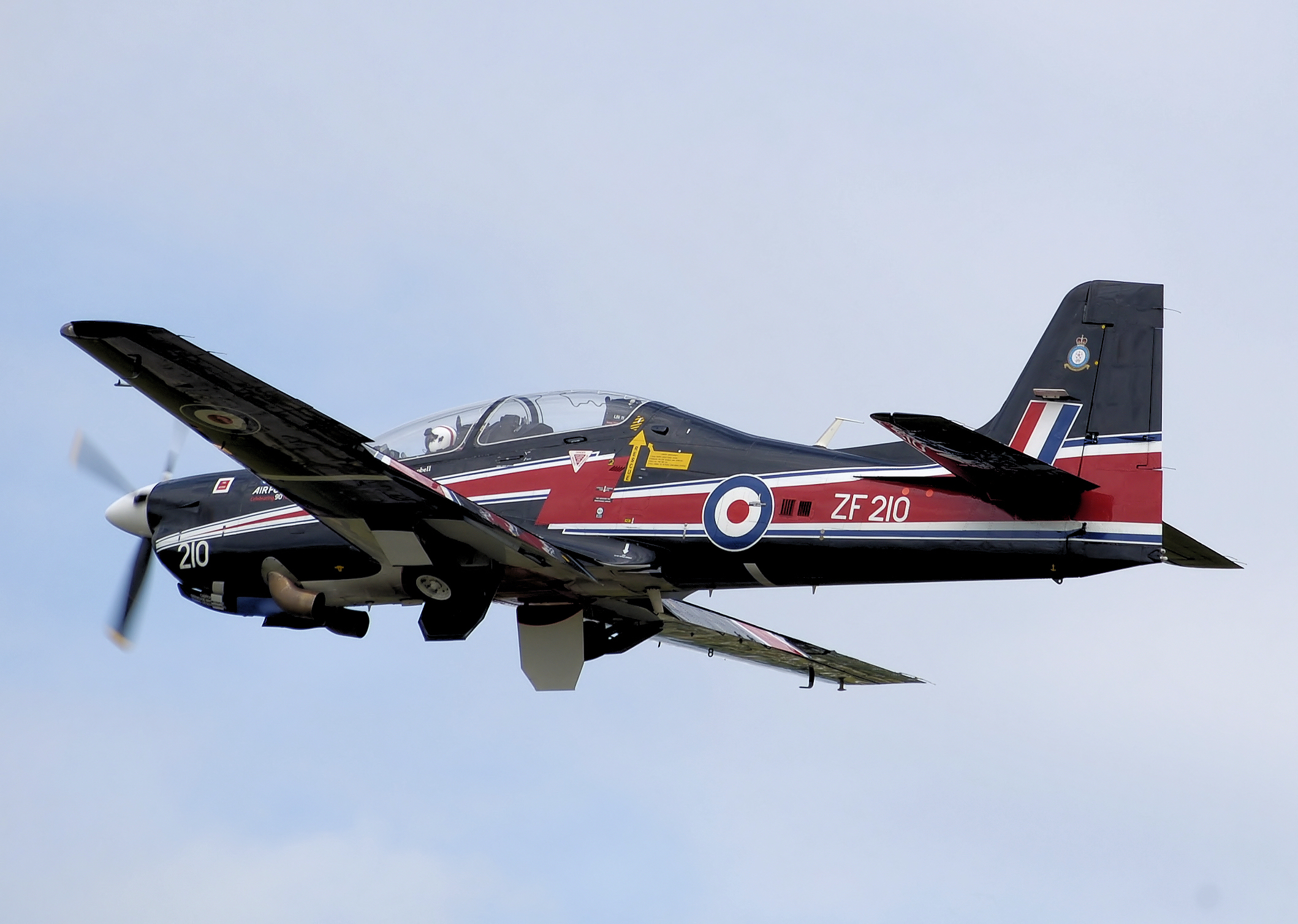
Royal Air Force Short 312 Tucano com pintura especial de avião de exibição da RAF em 2008.

- Short SC9 Canberra (1961)
- Short SC7 Skyvan (1963)
- Short SC5 Belfast (1964)
- Short 330 (1974)
- Short 360 (1981)
- Short C-23 Sherpa (1985)
- Short 312 Tucano (1986)

### Dirigíveis
- R31 (1918)
- R32
- R38 (ZR-2)

### Mísseis
- Blowpipe (míssil) – míssil terra-ar
- Javelin (míssil) – míssil terra-ar
- Starburst (míssil) – míssil terra-ar
- Starstreak (míssil) – míssil terra-ar
- Sea Cat – usado em navios míssil terra-ar
- Tigercat – versão terrestre do Sea Cat míssil terra-ar

### Rotorcraft
- Cierva C.14

### VANTs e drones
- Short MATS
- Short Skeet
- Short Skyspy
- Short Stiletto